# Cringowy Lovesong
Cringowy Lovesong – singel Young Leosi, który został wydany 9 listopada 2023 za pomocą wytwórni BE Records za pośrednictwem Universtal Music Polska.
Nagranie otrzymało w Polsce status platynowej płyty 5 czerwca 2024.

## Nagrywanie
Utwór został wyprodukowany i skomponowany przez PSRa. Za mix/mastering utworu odpowiada Enzu. Za realizację utworu odpowiada Propz. Tekst do utworu został napisany przez Young Leosię.

## Twórcy
Opracowane na podstawie opisu oficjalnego teledysku, Genius oraz Spotify.
- Young Leosia – wokal, tekst
- PSR – produkcja, kompozycja
- Propz – realizacja
- Enzu – mix, mastering

## Teledysk
Do utworu powstał teledysk, który udostępniono 22 grudnia 2023 za pośrednictwem serwisu YouTube.

## Certyfikaty i sprzedaż
| Państwo       | Certyfikat      | Sprzedaż | Data przyznania |
| ------------- | --------------- | -------- | --------------- |
| Polska (ZPAV) | platynowa płyta | 50 000+  | 5 czerwca 2024  |
| Polska (ZPAV) | złota płyta     | 25 000+  | 20 marca 2024   |

## Pozycje na listach
- OLiS: 22 (w dniu 17 listopada 2023)[7]